# Halil Mete Soner

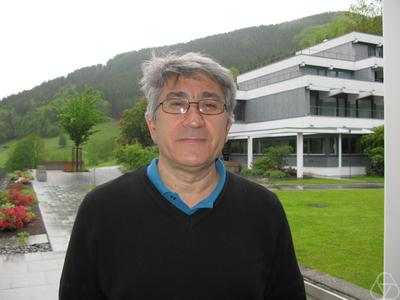
Halil Mete Soner

Halil Mete Soner (* 16. Juni 1958 in Ankara) ist ein türkischer Mathematiker, der sich mit partiellen Differentialgleichungen, Finanzmathematik und Stochastik befasst.
Soner studierte ab 1977 an der Bogazici-Universität in Istanbul mit Bachelor-Abschlüssen in Mathematik und Elektrotechnik 1981 und ab 1981 an der Brown University, an der er 1983 seinen Master-Abschluss in Angewandter Mathematik erhielt und 1985 bei Wendell Fleming promoviert wurde (Optimal Control of Piecewise Deterministic Processes with State Space Constraint). Als Post-Doktorand war er am Institute for Mathematics and Applied Sciences in Minneapolis. 1996 wurde er Assistant Professor, 1990 Associate Professor und 1992 Professor an der Carnegie Mellon University. 1998 bis 2000 war er Paul M. Whytes 55' Professor of Finance and Engineering an der Princeton  University. Er war 2000 bis 2007 Professor an der Koç-Universität in Istanbul (und Dekan der Fakultät für Mathematik und Wirtschaftswissenschaften) und 2007 bis 2009 Professor an der  Sabancı-Universität in Istanbul (Isik Inselbag Professor). Seit 2009 ist er Professor an der ETH Zürich und gleichzeitig am Swiss Finance Institute. Er ist einer der Leiter der Stochastic Finance Gruppe an der ETH.
Er veröffentlichte über nichtlineare partielle Differentialgleichungen, Viskositäts-Lösungen, stochastische optimale Steuerung und Finanzmathematik.
2008 war er eingeladener Sprecher auf dem Europäischen Mathematikerkongress (ECM) in Amsterdam und 2016 auf dem ECM in Berlin. 2014 erhielt er einen Humboldt-Forschungspreis. 2015 wurde er Fellow der SIAM. Er ist Mitglied der türkischen Akademie der Wissenschaften (TUBAC).
Er ist Mitherausgeber von SIAM Journal of Financial Mathematics (SIFIN), Interfaces and Free Boundaries, Mathematics and Financial Economics (MAFE) und ESAIM Journal of Control, Optimization and Calculus of Variations (COCV). 2011 bis 2016 war er Executive Secretary der Bachelier Finance Society.

## Schriften (Auswahl)
- mit Wendell Fleming: Controlled Markov Processes and Viscosity Solutions, Springer 1993, 2. Auflage 2005.